# Rudbecksgymnasiet, Tidaholm

Rudbecksgymnasiet i Tidaholm är kommunens enda gymnasieskola. Skolan är kommunal och har både yrkesprogram och högskoleförberedande program och en utbildning för ungdomar med Aspergers syndrom. På skolan finns cirka 400 elever och 80 anställda. Skolans huvudbyggnader ligger mitt i Tidaholm, på Vulcanön i ån Tidan. På ön, som fått sitt namn av att tändsticksfabriken Vulcan tidigare hade sina lokaler där, hittar man idag också Tidaholms museum. Skolan har även lokaler på Smedjegatan där Språkintroduktionen har ca 100 elever som kommer från olika länder. Bland dem är Afghanistan och Syrien högst representerade.

## Historia
1938 öppnade Landstingets Centrala Verkstadsskola i Tidaholm. Skolan, som var en yrkesförberedande utbildning där eleverna lärde sig att skapa verktyg, var populär och tog emot elever från hela landet. 1973 tog Tidaholms kommun över driften av skolan och, eftersom de praktiska inriktningarna vid det laget blivit allt mindre populära, började skolan också erbjuda teoretiska utbildningar. 
Skolan är uppkallad efter baron Per Alexander Rudbeck. 

## Program på Rudbecksgymnasiet
- Barn- och fritidsprogrammet
- El- och energiprogrammet
- Ekonomiprogrammet
- Estetiska programmet med inriktning bild och formgivning
- Fordons- och transportprogrammet
- Industritekniska programmet
- Introduktionsprogram
- Naturvetenskapsprogrammet
- Restaurang- och livsmedelsprogrammet
- Samhällsvetenskapsprogrammet
- Teknikprogrammet
- Vård- och omsorgsprogrammet
- Estetiska, Natur- och Samhällsvetenskapsprogrammet för ungdomar med Asperger syndrom/Högfungerande autism